# Święty w Londynie
Święty w Londynie (org. The Saint in London) – amerykański film kryminalny z 1939 roku, według opowiadania Leslie Charterisa "The Million Pound Day". 
Film należy do serii filmów kryminalnych, których bohaterem jest Simon Templar, zwany "Świętym".

## Opis fabuły
Simon Templar, zwany "Świętym", jest nietypowym złodziejem. Specjalizuje się w okradaniu przestępców i kryminalistów, których następnie doprowadza do więzienia. Zyskuje w ten sposób fundusze na własne potrzeby i walczy ze złem. Inspektor policji, Claude Teal próbuje aresztować Templara, ale nie jest to łatwe.

## Obsada
- George Sanders – Simon Templer / Święty
- Sally Gray – Penelope 'Penny' Parker
- David Burns – Dugan, garderobiany Templera
- Gordon McLeod – inspektor Claud Teal
- Athene Seyler – matka Buckley
- Henry Oscar – Bruno Lang
- John Abbott – Stephen Duni